# Castel Tasso
Il Castel Tasso (o Castel Reifenstein; in tedesco Burg Reifenstein) è un castello che sorge nel comune di Campo di Trens, all'imbocco sud della conca di Vipiteno, in provincia di Bolzano. Proprio di fronte al castello, dall'altra parte della valle, si trova Castel Pietra.

## Storia

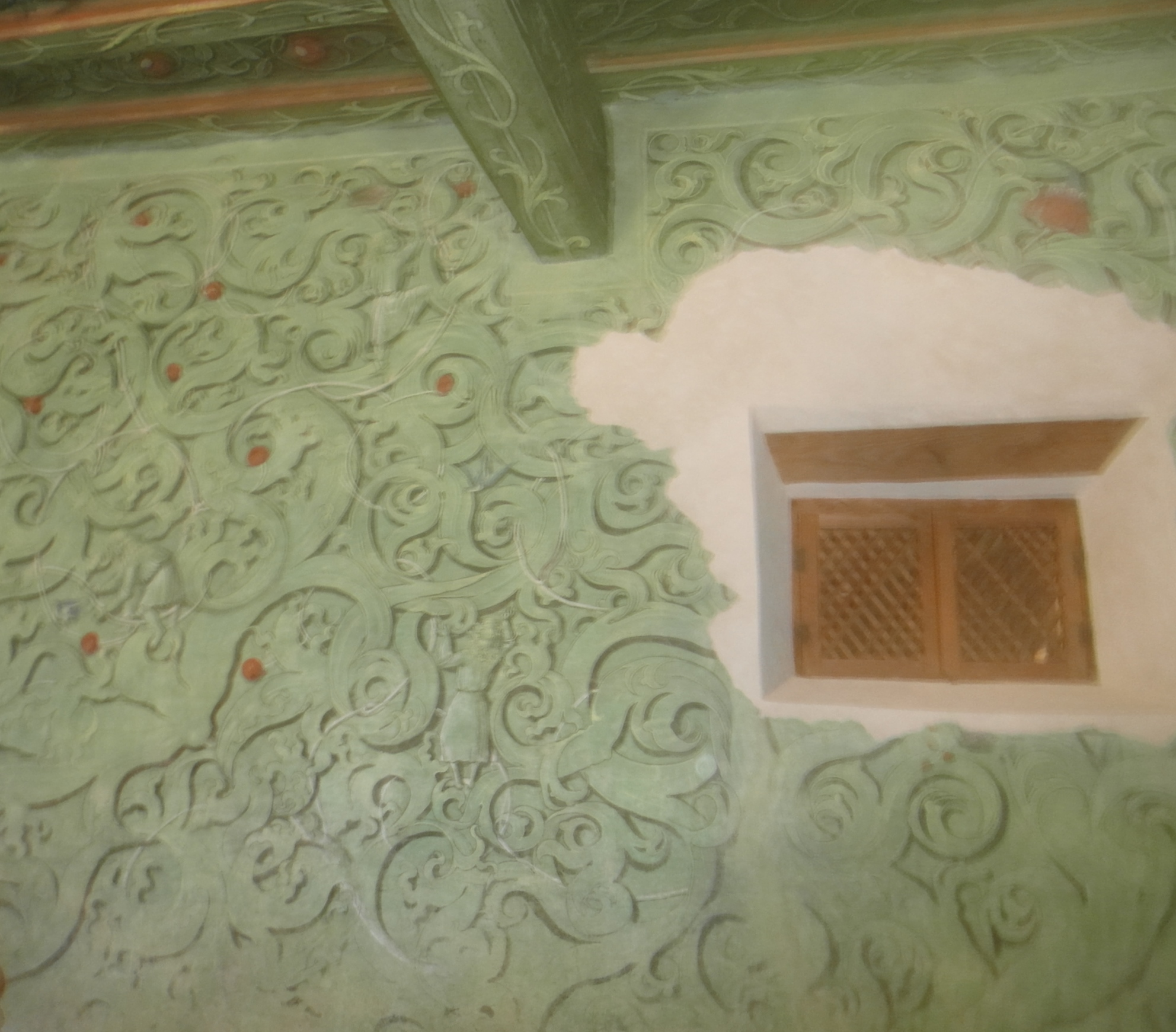
La "sala Verde"

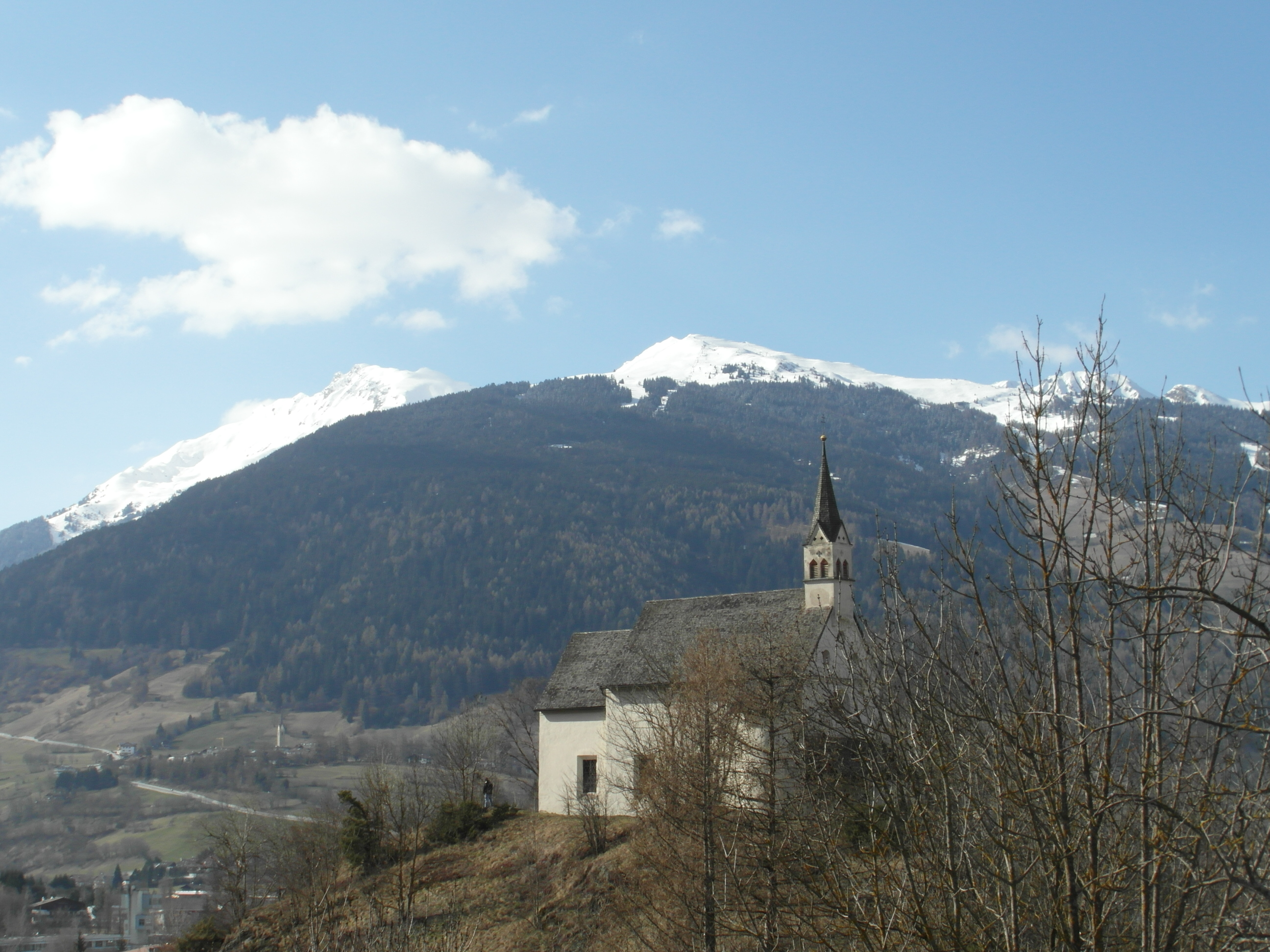
La chiesa di San Zeno (St.-Zeno-Kapelle)

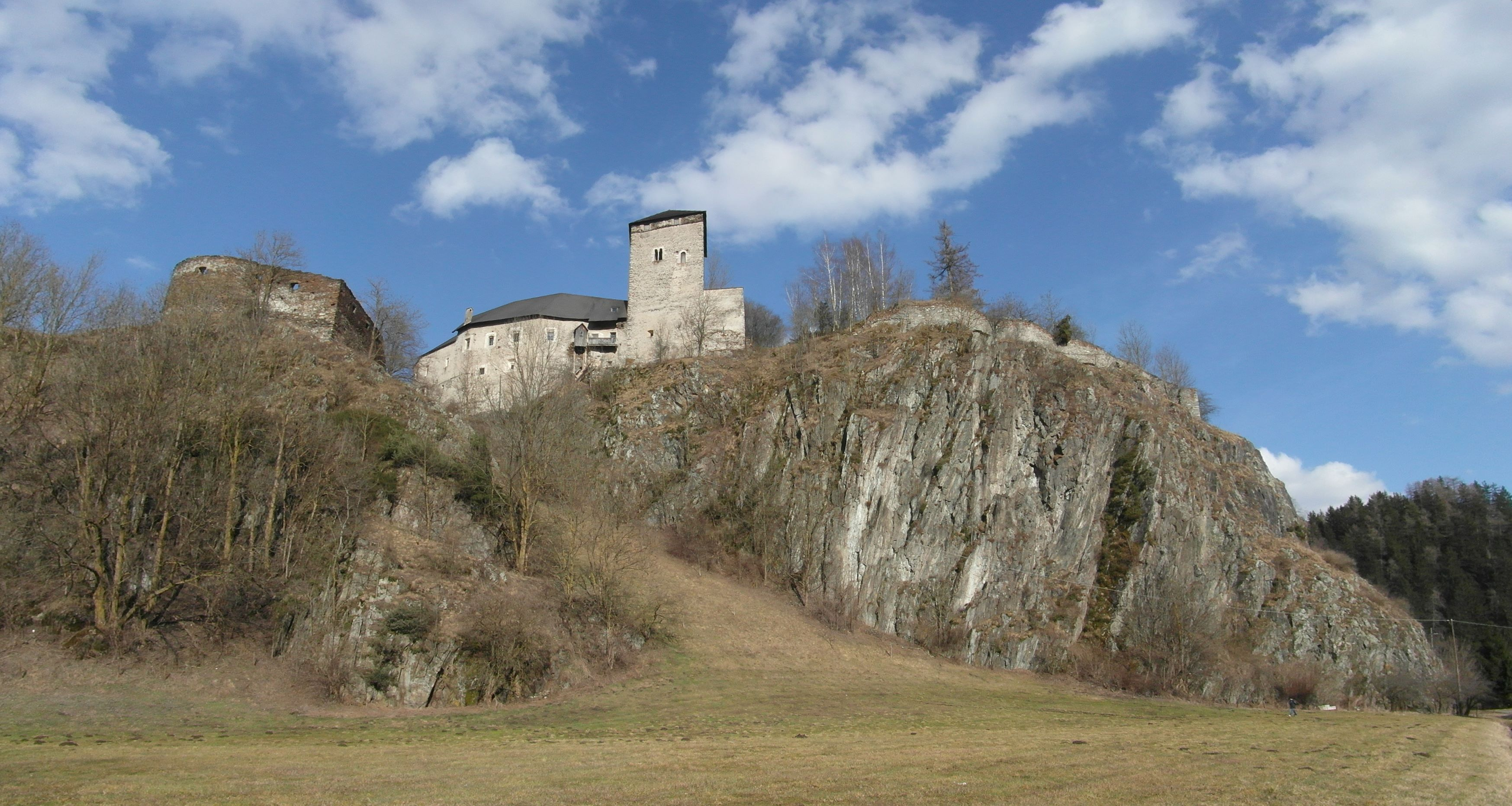
Vista del castello

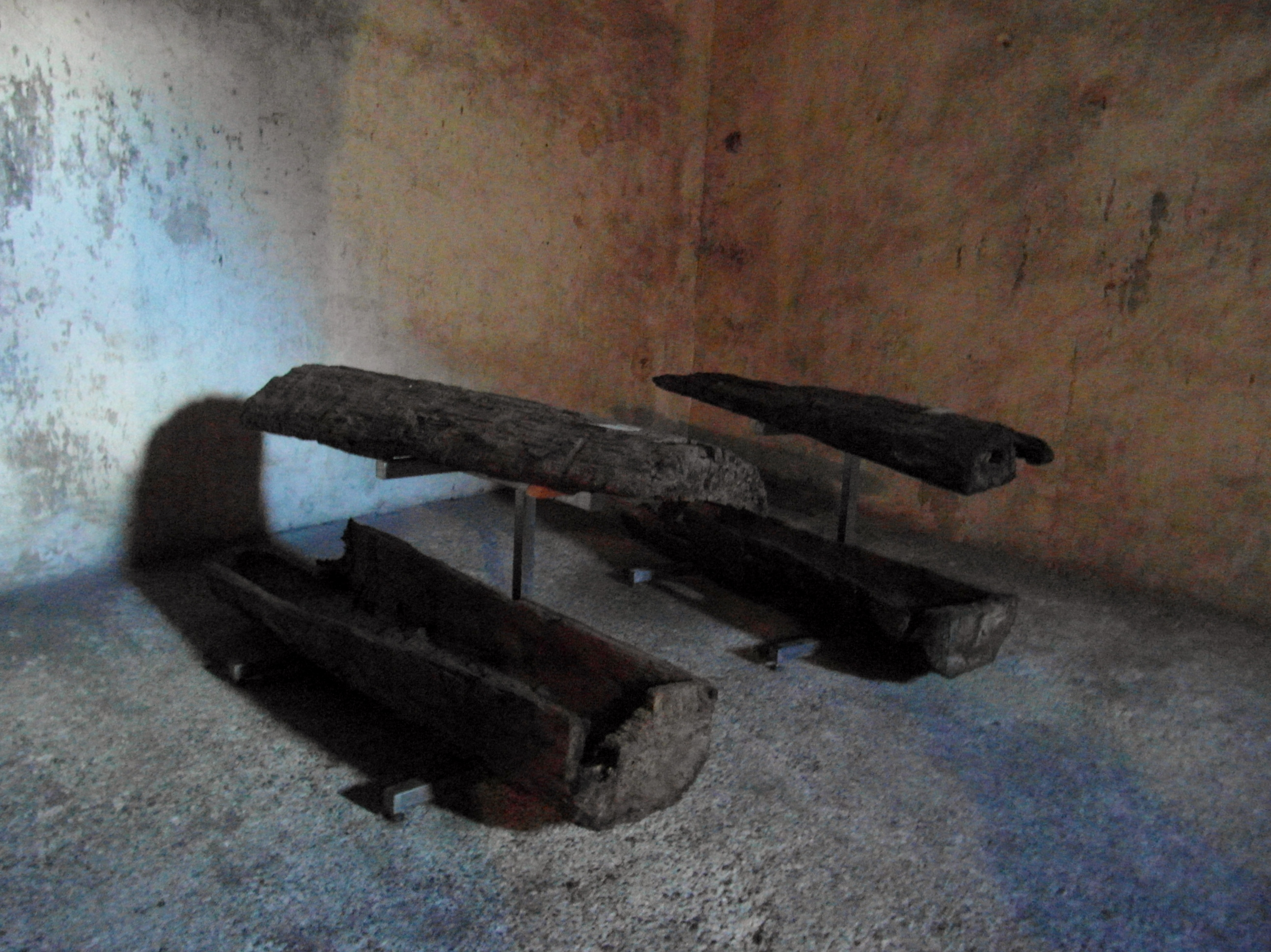
Le bare di legno ritrovate nei pressi del castello

Il castello è uno dei più antichi, storicamente importanti e ricchi dell'Alto Adige.
Sorge sopra a una collina che sovrasta una piana, ricavata da ex-palude bonificata (Sterzinger Moos), sulla quale è stato costruito anche un piccolo aeroporto militare, oggi usato solo a scopo turistico.
Il castello fu menzionato per la prima volta in documenti scritti nel 1110 ca. come feudo dei Conti bavaresi Lechsgemünd, mentre dal 1140 la rocca fu data ai Signori di Stilfes. Quanddo questi si estinguono attorno al 1189/90, il castello passa ai Trautson.
Nei secoli seguenti diversi conti e nobili vissero nel maniero, fino a che nel 1405 la proprietà passò alla famiglia dei Signori di Sabiona (Säben). Dopo la loro estinzione, il castello divenne un possedimento del duca Sigismondo d'Austria, il quale però nel 1470 lo vendette all'Ordine Teutonico, al quale si deve gran parte dell'aspetto attuale e dell'arredamento. Infine, dal 1813 è di proprietà dei Conti Thurn und Taxis di Ratisbona (da qui il nome italianizzato in "Tasso" del castello, introdotto a partire dagli anni '30).
Oggi castel Tasso è considerato uno dei castelli più preziosi della storia altoatesina. Dato che il castello non fu mai conquistato o devastato, ancora oggi è ben conservato ed all'interno troviamo moltissimi oggetti e mobili antichi. Della struttura fa parte anche la piccola cappella di San Zeno, presso la quale sono state ritrovate otto bare di legno baiuvare risalenti al IV e VIII secolo, due delle quali si possono vedere in una sala del castello, mentre le altre sei sono conservate nel Museo archeologico dell'Alto Adige con all'interno ancora dei resti umani.
All'interno di castel Tasso si possono visitare ben 10 locali in perfetto stato di conservazione, tra le quali ricordiamo: una grande cucina duecentesca con un camino aperto, la vecchia torre d'abitazione, una prigione oscura profonda 5 metri ed anche la famosa e preziosa "Sala verde" (Grüner Saal), che nelle decorazioni dal caratteristico colore verde, nasconde anche diversi personaggi. Tutto questo è un suggestivo esempio di una fortezza medievale, quale castel Tasso era in tempi passati.
Da Pasqua ai primi di novembre si effettuano visite guidate.

## Da visitare
- La "sala verde" con pitture ornamentali, mobili antichi, una cassaforte e una scala a chiocciola come ingresso secondario;
- Una splendida grata in legno tardo gotica che dà accesso alla piccola cappella, ricavata da un antico letto;
- Una decina di locali in perfetto stato di conservazione;
- Stube tirolesi risalenti al dodicesimo secolo.